# Великий герб Пруссії
Великий герб Пруссії позначає велику версію герба Пруссії. Разом великий і середній королівські герби з королівським титулом короля Пруссії востаннє були виправлені 16 серпня 1873 року шляхом внесення змін до «Височайшого указу від 11 січня 1864 року».

## Опис герба
Герб розділений п'ятьма поздовжніми поділами на шість стовпчиків і вісьмома поперечними поділками на дев'ять рядів, останній з яких утворює нерозділену основу щита і складається з трьох середніх щитів, 48 полів і основи щита головного щита.
|  |  |

## Середні щитки

### 1. Королівство Пруссія
Перший центральний щит, покритий королівською короною, лежить на ділянці серця.
у срібному полі чорний, озброєний золотом, орел із червоним язиком, увінчаний королівською короною і тримає золотий королівський скіпетр у правій лапі та синю, облямовану золотом і перехрещену імперську державу ліворуч. Крила прикрашають золотисті стебла конюшини. На грудях орла — вензель короля Фрідріха I, переплетені літери FR.

### 2. Маркграф Бранденбурга
На почесному місці розташований другий центральний щит, покритий курхутом.
У срібному полі червоний озброєний золотом орел з червоним язиком, який прикрашений курхутом. У правій лапі він тримає золотий скіпетр, а в лівій — меч із золотою ручкою. Крила прикрашені золотими стеблинками конюшини. На грудях — синій серцевий щит, у якому зображено вертикальний золотий скіпетр.

### 3. Бургграфтум Нюрнберга і графство Гогенцоллерн
Третій центральний щит, прикритий княжою шапкою, розділений хрест-навхрест і лежить на головній (пупковій) точці.
a. У верхній частині в золотих частинах, оточених срібною та червоною облямівкою з дванадцяти частин, зображено чорний, прямостоячий, озброєний червоним лев із червоним язиком і червоною короною з подвійним хвостом (Нюрнберг).
b. Нижче поле в квадраті срібла і чорного (Гогенцоллерн).

## Основний щит
Основний щит розділений на сорок вісім полів п'ятьма поздовжніми і вісьмома поперечними поділками, що торкаються лише основи щита; кожен ряд з шести полів, які рахуються від центру справа наліво, тобто перестрибуючи полюс за полюсом, згідно з правилом, що спочатку застосовувалося до королівського прусського герба. Третє поле у верхньому ряду вважається першим, четверте — другим, друге — третім, п'яте — четвертим, перше — п'ятим, шосте — шостим; у другому ряду третє поле вважається сьомим, четверте — восьмим і так далі.
Сорок вісім полів головного щита в такому порядку:

### 4-е суверенне герцогство Сілезія
У золотому полі чорний, золоторукий, червоноязикий орел, вкритий герцогською короною. На його грудях срібний півмісяць зі срібним хрестом, що проростає між його висхідними кінцями.

### 5. Велике герцогство Нижній Рейн
У срібному полі прусський імператорський орел, на грудях якого зелений щит із зеленим серцем, покритий срібною хвилястою діагональною правою смугою і увінчаний короною.

### 6. Велике герцогство Познанське
У срібному полі прусський імператорський орел, на грудях якого червоний серцевий щит, покритий срібним, золоторуким, червоноязиким, золотокоронованим орлом і короною.

### 7. Герцогство Саксонія
У полі з десятьма горизонтальними смугами золота і чорного кольору зелений діамантовий вінок лежить по діагоналі праворуч.

### 8-й. Герцогство Вестфальське
У червоному полі височіє срібний кінь.

### 9. Герцогство Енгерн
У срібному полі три червоні роги, поставлені на два і один.

### 10. Герцогство Померанія
У срібному полі червоний, у золотому озброєнні, червоноязикий грифон.

### 11. Герцогство Люнебург
У золотому полі, всипаному червоними сердечками, синій лев з червоним язиком.

### 12. Герцогство Гольштейн
У червоному полі зображено невеликий щит, розділений хрест-навхрест сріблом і червоним кольором, який супроводжується на двох верхніх кутах і на нижньому краю срібним цвяхом із зверненим всередину кінчиком, а на верхньому краю та з обох боків — лист срібної кропиви.
У срібному полі два блакитних леви з червоними язиками ходять один над одним.

### 14. Герцогство Магдебурзьке
Розділене поле навхрест червоним кольором і сріблом.

### 15. Бременське герцогство
У червоному полі два срібні ключі у формі Андріївського хреста, звернені борідками назовні, між якими у верхньому кутку височіє срібний посоховий хрест.

### 16. Герцогство Гельдерн
У синьому полі золотий, червоноязикий, коронований лев.

### 17. Герцогство Клевське
У червоному полі срібний щит, з якого виходять вісім золотих паличок лілій у вигляді спільного хреста та Андріївського хреста.

### 18. Герцогство Юліх
В золотому полі чорний, червоноязик лев.

### 19. Герцогство Берг
У срібному полі червоний лев із синьою зброєю, синім язиком і синьою короною.

### 20. Герцогство Венден
У срібному полі грифон, який ліворуч шість разів навскоси смугований червоним і зеленим.

### 21. Герцогство Кассубен (= Померанія-Вольгаст)
В золотому полі чорний, червоноязикий грифон.

### 22. Герцогство Кросен
У золотому полі зображений чорний озброєний золотом орел з червоним язиком, на грудях якого лежить срібний півмісяць, звернений догори.

### 23. Герцогство Лауенбург
У червоному полі, оточеному срібною та чорною окантовкою з дванадцяти частин, зображена срібна голова коня.

### 24. Герцогство Мекленбург
У золотому полі — передня роздерта чорна голова буйвола з червоним язиком, срібними рогами, срібною сережкою в носі та червоною короною.

### 25. Ландграфство Гессена
У блакитному полі — окутий золотом, червоний язик і коронований лев із вісьмома срібними та червоними смугами.

### 26. Ландграфство Тюрінгія
У блакитному полі зображений окутий золотом, червоний язик і коронований лев із вісьмома червоними та срібними смугами.

### 27. Маркграфство Верхньої Лужиці
У синьому полі золота стіна з трьома зубцями.

### 28. Маркграфство Нижньої Лужиці
У срібному полі крокує червоний бик.

### 29. Князівство Оранське
У золотому полі зображено лівий мисливський ріг синього кольору із золотою оправою та червоною стрічкою.

### 30. Князівство Рюген
Поле розділено поперечно: у верхній золотистій частині з нижньої синьої, а саме з п'яти червоних двосторонніх сходинок висхідного виходить чорний, червоноброньований, червоноязик і червоно-коронований лев з подвійним хвостом.

### 31. Князівство Східна Фризія
У чорному полі — золотий коронований орел-діва, який супроводжується зверху й знизу двома шестикутними золотими зірками.

### 32. Князівство Падерборн і графство Пірмонт
Поділ вздовж: у першому червоному полі загальний золотий хрест (Падерборн); у другому срібному полі червоний хрест-якір (Пірмонт).

### 33. Князівство Гальберштадт
Поле розділене вздовж сріблом і червоним кольором.

### 34. Князівство Мюнстер
У синьому полі золота поперечина.

### 35. Князівство Мінден
У червоному полі два срібні ключі у формі Андріївського хреста, борідками назовні.

### 36. Князівство Оснабрюк
У срібному полі червоне колесо воза з вісьмома спицями.

### 37. Князівство Гільдесгайм
Розділені вздовж червоним і золотим.

### 38. Князівство Верден
У срібному полі чорний лапчастий високий хрест (так званий «цвяховий хрест»).

### 39. Князівство Каммін
У червоному полі срібний хрест-якір.

### 40. Князівство Фульда
У срібному полі звичайний чорний хрест.

### 41. Князівство Нассау
У блакитному полі, всипаному ромбоподібними золотими гонтами, золотий лев з червоним язиком у короні.

### 42. Князівство Морс
Чорна перекладина в золотому полі.

### 43 Князівське графство Геннеберг
У золотому полі, на зеленому горбі, чорна курка з червоним гребінцем і ганчіркою і з золотими пазурами.

### 44. Графство Глац, яке належить до суверенного герцогства Сілезія
У червоному полі дві золоті діагональні ліві смуги.

### 45. Графства Марк і Равенсберг
Поділено вздовж: у першому золотому полі — поперечина (клеймо) червоного та срібного в три ряди; у другому срібному полі три червоні крокви (Равенсберг).

### 46. Графство Гогенштайн
Поле червоного та срібного кольору, розташоване три рази в чотири ряди.

### 47. Графства Текленбург і Лінген
Поділені вздовж: у першому срібному полі три червоні серця, розміщені по два і по одному (Текленбург); у другому синьому полі золотий опущений якір (Лінген).

### 48. Графство Мансфельд
У срібному полі шість червоних діамантів, розташованих у два ряди.

### 49. Графство Зігмарінген
У синьому полі золотий олень крокує на зеленому тригірку.

### 50. Графство Верінген
У золотому полі три сині чотиризубі оленячі роги, що лежать один над одним. Через офіційні помилки в цьому полі опинився герб графів Нелленбургів. Роги благородного оленя належать у полі на золоті.

### 51. Франкфурт
У червоному полі — срібний, озброєний золотом і червоноязий орел.

### 52. В основі щита
Червоне поле регалій.

## Опис гербового шатра та інших пишнот великого королівського герба
У центрі верхнього краю головного щита розміщено відкритий, облямований червоною підкладкою, золотий королівський шолом, прикрашений орлом та іншими штучними орнаментами рельєфної роботи, а також ланцюжком і прикріпленим до нього дорогоцінним каменем. На шоломі прусська королівська корона, від якої з обох боків зсередини спускаються сріблясті накладки на шолом, а ззовні — чорного кольору. Складається із золотого налобного обруча, прикрашеної сімнадцятьма гранованими дорогоцінними каменями змінної форми, яка прикрашена п'ятьма листочками, кожен з яких складається з трьох більших і одного меншого діаманта, а між ними — чотирма зубчиками, на кожному з яких по великому діаманту. З п'яти листочків виходить рівна кількість напівкруглих золотих обручів, що звужуються до вершини і з'єднуються там, кожен з яких прикрашений дев'ятьма діамантами блискучого ограновування, розмір яких зменшується. На короні лежить синя, з золотим вістрям, перехрещена куля, також прикрашена дорогоцінним камінням. Навколо щита висять ланцюги орденів Чорного Орла, Червоного Орла, Королівського ордена Гогенцоллернів та стрічка ордена Корони. Щитотримачі — двоє сивобородих лютих чоловіків, увінчані коронами та підперезані дубовим листям, стоять обличчям один до одного на багато прикрашеній консолі, спираючись на головний край щита. Правою рукою щитотримач, що стоїть праворуч, тримає прусський штандарт, а лівою — бранденбурзький, оздоблений золотом. На ажурних наконечниках списів золотим античним шрифтом викарбувано назву FR. Емблеми прикрашені золотою бахромою: прусська — чорно-срібною, бранденбурзька — червоно-срібною з переплетеними летючими та китичними шнурами. Орли на емблемах, голови яких повернуті до списів, також відповідають першому та другому центральним щитам герба. Намет герба, який височіє над основними описаними частинами, виготовлений з пурпурового оксамиту, почергово посипаний прусськими орлами та королівськими коронами, а також обшитий і оздоблений горностаєм . Верхній край намету обрамлений широким блакитним кружком із золотою облямівкою, з якої виходять вінки, прикрашені золотом і дорогоцінним камінням, тасьми та китиці. «З нами Бог», девіз короля Фрідріха I, написано золотом на кільці.
Над обручем, на якому спочивають дванадцять золотих орлів з опущеними крилами, вигинається верхівка намету, яка, як і шолом, вкрита королівською короною, але більшого розміру. Над цією короною і над усім гербовим наметом височіє королівський імператорський вимпел. Він складається зі срібного прапора, прикрашеного прусським імператорським орлом, який розрізаний знизу і чиї розвіваються, обшиті золотою стрічкою кінчики облямовані китицями. Цей прапор прикріплений за допомогою золотих кілець до срібної перекладини, кінці якої закриті королівськими коронами, і яка звисає за допомогою золотого шнура зі стовпа, розділеного по діагоналі срібним і чорним кольорами, на так само коронованому наконечнику якого спочиває готовий до польоту прусський орел.

## Веб-посилання
- http://eurulers.angelfire.com/brandenburg.html
- www. Карти IEG. Uni-Mainz.de — Інститут європейської історії Університету Майнца
- www. Uni-Wuerzburg.de/rechtsphilosophie/hdoc/reichsdeputationshauptschloss1803.html
- www.documentarchiv.de/nzjh/ndbd/verfndbd.html
- www. Preussen-Chronik.de — Веб-сайт однойменної серії ARD
- www.his-data.de